# Tmesisternus biarciferus
Tmesisternus biarciferus là một loài bọ cánh cứng trong họ Cerambycidae.